# Tulvaniitynsilta
Le pont de la plaine inondable (en finnois : Tulvaniitynsilta) est un pont du quartiers d'Oulunkylä et de Viikki à Helsinki en Finlande.

## Description
Tulvaniitynsilta est un pont de circulation douce enjambant le Vantaanjoki.
Il a été inauguré le 8 octobre 2020.
Le pont à poutres diagonales se courbe latéralement et sa courbure aide, entre autres, à stabiliser le pont et à faire de la place aux inondations dans la rivière.
Le choix d'un type de pont spécialement incurvé a été influencé par le pont de circulation douce d'Itika à Seinäjoki, achevé quelques années plus tôt.
Les travaux de construction ont commencé en juillet 2019, et la construction du pont faisait partie du projet de ligne de métro léger Jokeri.
Immédiatement au nord du pont se trouvait le pont ferroviaire Maaherrantien silta, qui a commencé à être démantelé après l'achèvement du pont Tulvaniitynsilta.
Le pont ferroviaire avait un niveau inférieur destiné au trafic léger, qui n'était plus nécessaire après l'ouverture du Tulvasillansilta.
Un nouveau pont du métro léger Raide-Jokeri enjambant le Vantaanjoki a été achevé en 2022.
Ce nouveau pont a également des pistes cyclables.

## Galerie

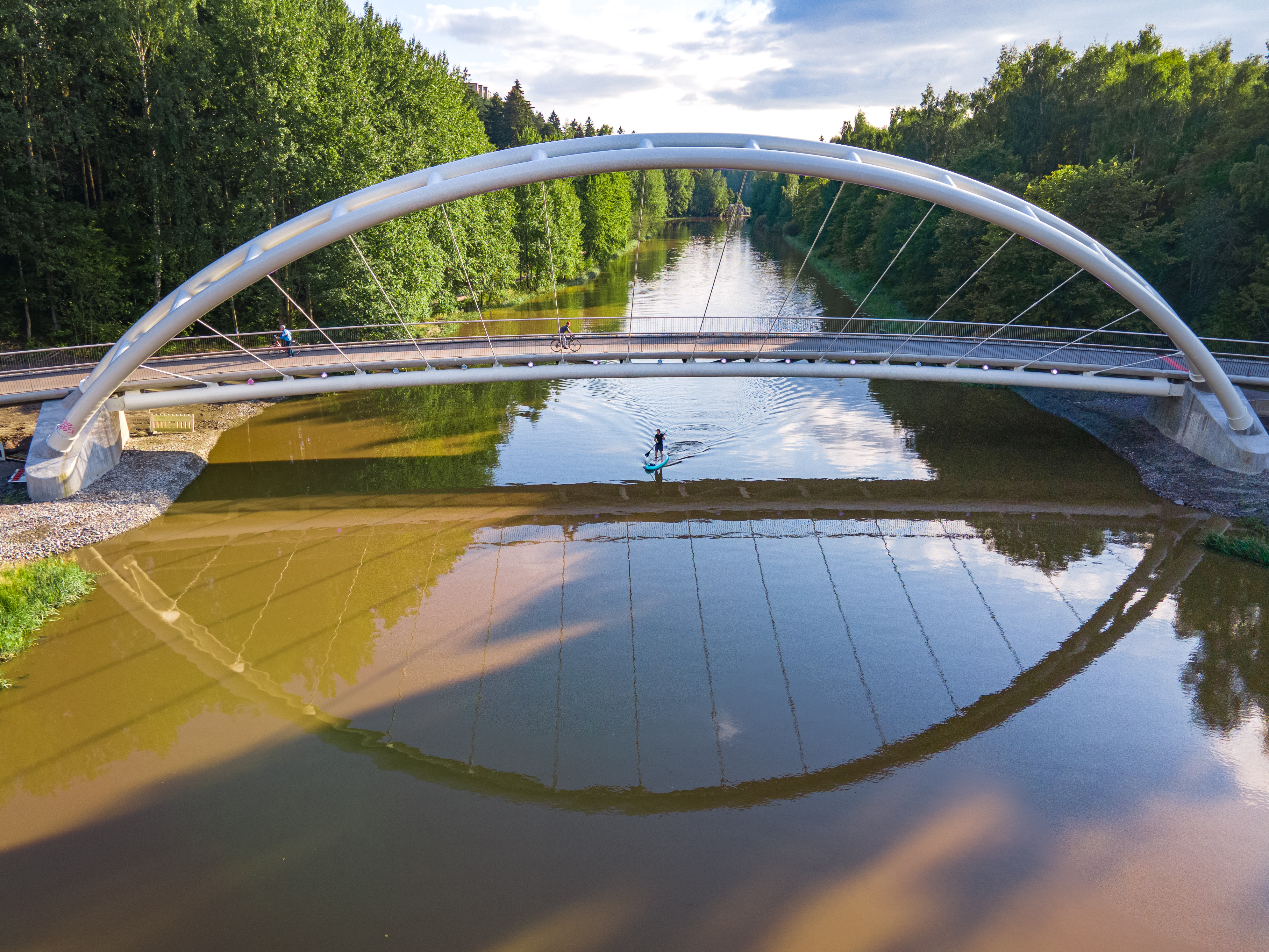